# Kaspar Hauser
Kaspar Hauser /  Casparus Hauser (30. travnja? 1812. – 17. prosinca 1833.) bio je tajanstveno divlje dijete nađeno u Njemačkoj u 19. stoljeću i navodno vezano uz vladarsku kuću Baden.

## Život
26. svibnja 1828. na ulicama Nürnberga zatečen je dječak u seljačkoj odjeći koji je jedva znao govoriti. Nosio je pismo upućeno satniku 4. odreda 6. konjičke regimente, u kojem se satnik moli da primi dječaka ili ga objesi, kao i poruku koju je njegovu prethodnom skrbniku vjerojatno pisala njegova majka.
Postolar Weissman odveo je dječaka u kuću satnika Wesseniga, gdje je dječak govorio samo: "Želim biti jahač kao moj otac" i "Konja! Konja!". Kad su ga pokušali dalje ispitivati, rasplakao se i ponavljao "Weiß nicht." ("Ne znam."). Odveli su ga u policijsku postaju, gdje je znao napisati samo jedno ime: Kaspar Hauser. U pismu koje je nosio pisalo je da se rodio 30. travnja 1812.
Sljedeća je dva mjeseca proveo u tornju Vestner, u skrbi tamničara Andreasa Hiltela. Posjećivali su ga znatiželjni ljudi, zbog čega se otvoreno radovao. Smiješio se, hodao je kao malo dijete i nespretno je koristio prste. Jeo je samo kruh i vodu. Imao je vjerojatno šesnaest godina, ali duševno je bio šestogodišnjak. Ipak, bojnik Binder je tvrdio da dijete ima izvrsno pamćenje, iz čega je zaključio da je plemićkog podrijetla.
Imao je napade katalepsije i padavice. Na kraju je naučio dovoljno da može ispričati svoju priču.
Hauser je rekao da je većinu života - vjerojatno 10-12 godina - proveo u mračnoj sobici od 2x1x1,5 metara, u kojoj je bila samo slamarica i drveni konjić. Hranio se samo kruhom i vodom. Ponekad bi ga omamili da ga presvuku i ošišaju. Prvo ljudsko biće koje je vidio bio je muškarac koji ga je naučio reći "Želim biti jahač kao moj otac" i potpisati se kao Kaspar Hauser. Muškarac se uvijek pažljivo brinuo da ga dječak ne vidi. Na kraju ga je iznio iz sobice, a Kaspar se onesvijestio. Sljedeća stvar koje se sjećao je lutanje ulicama Nürnberga.
Taj je neobičan dječak probudio zanimanje diljem Europe i privukao još brojnije posjetitelje. Neki su smatrali da je varalica. Drugi su ga povezali s obitelji velikog vojvode Badena zbog crta lica. Ako je tako, njegovi bi roditelji bili Karl Ludwig Friedrich, veliki vojvoda Badena i Stéphanie de Beauharnais, usvojena Napoleonova kći. S obzirom na to da Karl Friedrich nije imao muških potomaka, naslijedio ga je njegov ujak Leopold I., veliki vojvoda Badena, čija je majka grofica Hochberg prema tim pričama skrivila dječakovo zatočeništvo.
Paul Johann Anselm Ritter von Feuerbach, predsjednik bavarskog prizivnog suda, počeo je istraživati taj slučaj. Hauser je prepušten na brigu učitelju Friedrichu Daumeru, koji ga je naučio govoriti, čitati i pisati. Daumer ga je također podvrgnuo homeopatskim tretmanima i poticao ga da piše dnevnik. Kaspar je pokazivao znakove velikog napretka.
17. listopada 1829. neki je zakukuljeni čovjek pokušao ubiti Hausera sjekirom, ali samo mu je zadao ranu na čelu. Zatražena je policijska zaštita, a dječak je predan na brigu Johannu Biberbachu, a šest mjeseci kasnije barunu von Tucheru. Tucher ga je zaposlio kao prepisivača u mjesnom odvjetničkom uredu. Pokušaj ubojstva je dodatno raspirio glasine o njegovoj vezi s vladarskom kućom Baden.
Britanski plemić Philip Henry Stanhope zanimao se za Hausera i navodno je htio steći njegovo povjerenje darovima. Također je pokušao zadobiti skrbništvo nad njim. Preselio je Hausera u Ansbach, na brigu Johana Georga Meyera. Odmah je izjavio da je Hauser Mađar i da nije plemić. Više povjesničara tvrdi da je Stanhope imao skrivene namjere i da je bio povezan s kućom Baden.
14. prosinca 1833. Hauser je namamljen u dvorski park Ansbacha obećanjem da će saznati nešto o svojim precima. Tamo ga je neki neznanac ubo nožem u prsa i probio mu pluća. Hauser se uspio odvući kući, ali je umro nakon tri dana. Zbog nepoznatih razloga, nije rekao ništa o svojem napadaču. Kad je policija pretražila park, ubojičino oružje nije nađeno, ali otkrivena je crna torbica s bilješkom: "Hauser će vam znati reći kako izgledam, odakle dolazim i tko sam. Da mu prištedim trud, reći ću vam ja. Dolazim iz. .. na bavarskoj granici. .. Moje je ime MLO." Poslije su Stanhope i Meyer tvrdili da je u pitanju bilo samoubojstvo. Hauser je pokopan na jednom seoskom groblju. Na nadgrobnoj ploči piše: "Ovdje leži Kaspar Hauser, zagonetka svojeg doba. Rođenje mu je nepoznato, a smrt tajanstvena." Poslije mu je u Ansbachu podignut spomenik na kojem piše: Hic occultus occulto occisus est: "Ovdje je neznanac ubio neznanca."

## Dokumentacija
Kad je pronađen, Kaspar je na sebi imao dva papira. Prvi nije datiran, a glasi:
Poštovani satniče,
Šaljem Vam momka koji želi služiti kralja kao vojnik. Donesen mi je 7. listopada 1812. Ja sam siromašan težak s vlastitom djecom koju moram odgajati. Njegova me majka zamolila da odgojim dječaka, pa sam ga odlučio odgajati kao vlastita sina. Otad ga nikad nisam pustio da izađe iz kuće, pa nitko ne zna gdje je odgojen. Ni on ne zna kako se mjesto zove ni gdje se nalazi.
Možete ga ispitivati, poštovani satniče, ali neće Vam znati reći gdje živim. Iznio sam ga noću. Ne zna se vratiti. Nema ni novčića jer ni ja nemam ništa. Ako ga ne zadržite, morate ga zatući ili objesiti.
Drugo pismo, vjerojatno od dječakove majke koja je spomenuta u prvome, ima datum "listopad 1812." i glasi:
Ovo je dijete kršteno. Zove se Kaspar; morate mu sami dati prezime. Molim Vas da se brinete za njega. Njegov je otac bio vojnik u konjici. Kad navrši sedamnaest godina, odvedite ga u Nürnberg, u Šestu konjičku regimentu, gdje je služio njegov otac. Molim Vas da ga čuvate do njegove sedamnaeste godine. Rodio se 30. travnja 1812. Ja sam siromašna djevojka, ne mogu se brinuti za njega. Otac mu je umro.

## Naslijeđe
Legende i analize o slučaju Kaspara Hausera traju do danas. Osim teorija o kraljevskoj krvi i običnoj prijevari, medicinske teorije uključuju amneziju izazvanu hipnozom i pitanje je li Kaspar Hauser bolovao padavice, autizma ili psihogenog poremećaja ("divlje dijete"). Teorije zavjere uglavnom se vrte oko vladarske kuće Baden i Stanhopea.
U studenom 1996. njemački je list Der Spiegel izvijestio da se pokušalo genetski usporediti uzorak krvi s hlača koje su navodno pripadale Kasparu Hauseru. Usporedbe s članovima kraljevske obitelji nisu dovele ni do čega konkretnog, a poslije se pokazalo da hlače nisu Hauserove.
Javila se tvrdnja da je Kaspar Hauser proveo barem dio svojeg zatočeništva u ćeliji u dvorcu Pilsach kod njemačkog mjesta Neumarkt in der Oberpfalz, oko 34 km od Nürnberga. Naime, u tom je dvorcu 1924. otkrivena sobica koja je osim raspadnutog prnja sadržavala i drvenog konjića, a Hauser je spominjao konjića kao svoju igračku. S druge strane, drveni je konjić u to doba bio vrlo česta igračka.
Međutim, Institut forenzičke medicine Sveučilišta u Münsteru 2002. je analizirao dlake i tjelesne stanice koje su također navodno pripadale Kasparu Hauseru, te je došao do konkretnijih rezultata. Uzeto je šest uzoraka iz različitih izvora: dječakov šešir i hlače, kao i kovrče kose, djelomično iz osobne zbirke suca Feuerbacha. Genetski je kod bio isti u svih šest uzoraka, te je odgovarao s 95% točnosti genetskom kodu Astrid von Medinger, potomka Stéphanie de Beauharnais, koja je bila majka Kaspara Hausera ako je uistinu bio nasljednik badenskog prijestolja. Dakle, materijal DNK ukazuje da je Hauser uistinu potjecao iz vladarske kuće Baden.
Njemački je redatelj Werner Herzog 1974. snimio film o Hauseru, Jeder für sich und Gott gegen alle (Svatko za sebe i Bog protiv svih). Slučaj Kaspara Hausera nadahnuo je i druge umjetnike, kao što su dramatičari Paul Verlaine i Peter Handke. Također se spominje u romanima Billy Budd Hermana Melvillea i City of Glass (Stakleni grad) iz Newyorške trilogije Paula Austera.
Antropozofi su napisali više knjiga o Kasparu Hauseru i njegovu okultnom značenju.

## Umjetnost
- Jakob Wassermann: Caspar Hauser or the Inertia of the Heart
- Film Svatko za sebe i Bog protiv svih (Jeder für sich und Gott gegen alle) Wernera Herzoga
- Drugi je film napravljen 1993.: Kaspar Hauser, njemačko-austrijska produkcija u režiji Petera Sehra.
- Marianne Hauser je napisala Prince Ishmael, roman nadahnut životom Kaspara Hausera.

## Vanjske poveznice
Na engleskom:
- Ilustrirani članak
- Genealogija obitelji Baden, uključujući Kaspara kao navodnog člana  Arhivirana inačica izvorne stranice od 7. studenoga 2011. (Wayback Machine)
- Kaspar Hauser i druga divlja djeca - FeralChildren.com  Arhivirana inačica izvorne stranice od 9. srpnja 2008. (Wayback Machine)
- Fortean Times - nova teorija o Kasparovu životu i smrti  Arhivirana inačica izvorne stranice od 18. svibnja 2006. (Wayback Machine)

Na njemačkom:
- Stranica o Kasparu Hauseru  Arhivirana inačica izvorne stranice od 10. siječnja 2006. (Wayback Machine)